# فرناندا بريتو
فرناندا بريتو (بالإسبانية: Fernanda Brito)‏ مواليد 14 فبراير 1992 في سانتياغو، هي لاعبة كرة مضرب تشيلية. أعلى تصنيف لها في الفردي كان المركز الـ 315 في سنة 2012. أعلى تصنيف لها في الزوجي كان المركز الـ 385 في سنة 2012.

## النهائيات

### الفردي: 12 (6–6)
| الحصيلة | الرقم | التاريخ        | الدورة                | الأرضية | المنافس            | النتيجة            |
| ------- | ----- | -------------- | --------------------- | ------- | ------------------ | ------------------ |
| الوصافة | 1.    | 18 أكتوبر 2010 | سانتا ماريا، البرازيل | ترابية  | روكسان فيسمبيرج    | 3–6, 2–6           |
| الفوز   | 1.    | 14 نوفمبر 2011 | كونثبثيون، تشيلي      | ترابية  | كارلا وسيرو        | 6–3, 6–4           |
| الوصافة | 2.    | 4 يونيو 2012   | ساو باولو، البرازيل   | ترابية  | آنا كلارا دوارتي   | 2–6, 6–3, 1–6      |
| الوصافة | 3.    | 13 أغسطس 2012  | تروخيو، بيرو          | ترابية  | باتريسيا كو فلوريس | 3–6, 7–6(9–7), 3–6 |
| الفوز   | 2.    | 3 سبتمبر 2012  | بوينس آيرس، الأرجنتين | ترابية  | فانيسا فرلانتو     | 3–6, 7–6(7–5), 6–4 |

## روابط خارجية
- فرناندا بريتو على موقع رابطة محترفات التنس (الإنجليزية)
- فرناندا بريتو على موقع الاتحاد الدولي لكرة المضرب (الإنجليزية)
- فرناندا بريتو على موقع كأس بيلي جين كينغ (الإنجليزية)
- فرناندا بريتو على موقع خلاصة التنس.كوم (الإنجليزية)
- فرناندا بريتو على موقع إي إس بي إن.كوم (الإنجليزية)